# Sur la Heid
Sur la Heid is een gehucht in de gemeente Aywaille. Provincie van Luik - Wallonië. 

## Situatie
Sur la Heid bevindt zich boven de natuur reservaat van De Heid des Gattes en ook boven de stadje Aywaille en de Ambleve dal.
Het is ook gelegen bij de beroemde fiets klimt La Redoute van de wielerwedstrijd Luik-Bastenaken-Luik. Veel fietsers rijden door het gehucht.

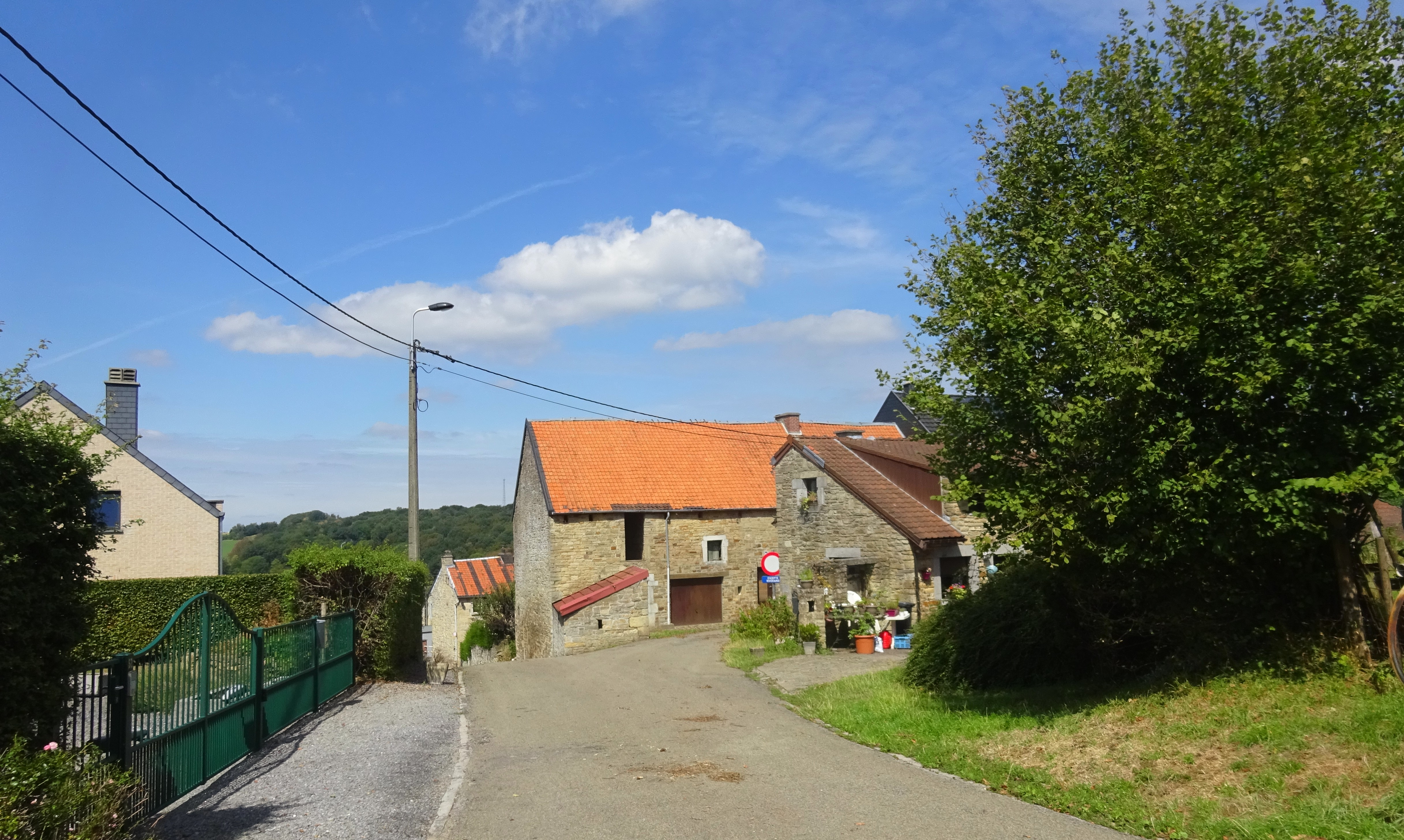

1. ↑  De Heid des Gattes. Aywaille Tourisme.
2. ↑  Côte de la Redoute. Sport.be. Gearchiveerd op 22 oktober 2020.